# Rajon Gali

Lage des Rajon Gali innerhalb der Republik Abchasien

Der Rajon Gali (abchasisch Гал араион, Gal araion; russisch Галский район, Galski rajon; georgisch გალის რაიონი, Galis Raioni) ist ein Rajon (Landkreis) in der international nur von wenigen Staaten anerkannten, de facto von Georgien unabhängigen Republik Abchasien. Hauptstadt des Rajons ist die gleichnamige Stadt Gali.

## Bevölkerung

Lage der Munizipalität Gali innerhalb Georgiens

Im Rajon Gali lebten im Jahr 2011 knapp 30.000 Menschen, von denen die überwiegende Mehrheit ethnische Georgier und Mingrelier sind. Lediglich im Dorf Primorsk stellen nicht-georgische Bevölkerungsgruppen einen signifikanten Bevölkerungsanteil.
Im Rajon Gali hat sich die Einwohnerzahl zwar gegenüber 1989 – vor Beginn des abchasisch-georgischen Konfliktes – wie in ganz Abchasien stark verringert, aber die ethnische Zusammensetzung der Bevölkerung hat sich im Gegensatz zu anderen Teilen des Gebietes weniger stark geändert (Angaben 1989 in den damaligen Grenzen; der Rajon war etwa um ein Drittel größer):
| Ethnie                    | 1989   | Anteil (%) | 2003   | Anteil (%) | 2011   | Anteil (%) |
| ------------------------- | ------ | ---------- | ------ | ---------- | ------ | ---------- |
| Georgier (und Mingrelier) | 74.712 | 93,8       | 28.919 | 98,74      | 29.813 | 98,21      |
| Abchasen                  | 627    | 0,8        | 121    | 0,41       | 208    | 0,69       |
| Russen                    | 2480   | 3,1        | 159    | 0,54       | 188    | 0,62       |
| Armenier                  | 530    | 0,7        | 14     | 0,05       | 26     | 0,09       |
| Ukrainer                  | 600    | 0,8        | 25     | 0,05       | 21     | 0,07       |
| Griechen                  | 224    | 0,3        | 10     | 0,03       | 11     | 0,03       |
| Andere                    | 515    | 0,6        | 39     | 0,13       | 89     | 0,29       |
| Gesamt                    | 79.688 | 100,00     | 29.287 | 100,00     | 30.356 | 100,00     |

## Munizipalität und Landkreis
Nach georgischem, in Abchasien nicht wirksamen Recht bildet das Gebiet in den Grenzen von 1994 seit 2006 die Munizipalität Gali (georgisch გალის მუნიციპალიტეტი, Galis munizipaliteti) der Autonomen Republik Abchasien. Sie entspricht dem Rajon Gali zuzüglich der Gebiete um acht 1994 von den abchasischen Behörden dem neu geschaffenen Rajon Tkuartschal zugeschlagene Dörfer sowie um drei 1995 an den Rajon Otschamtschira abgegebene Dörfer. Nach abchasischem, in Abchasien wirksamen Recht wird der Rajon Gali von einer de facto Landkreisverwaltung in der Stadt Gali verwaltet. Diese befindet sich in der Konföderationsstrasse 2 (russ. Uliza Konfederatov Nr. 2) in Gali neben dem Postamt der Stadt. Geleitet wird die Administration seit 2014 von Temur Khukhudowitsch Nadaraia der per Präsidentenerlass des de facto Präsidenten der Republik Abchasien Raul Khajimba vom 14. November 2014 an dort die Geschäfte leitet.